# ادواردو ریا
ادواردو ریا (ایتالیایی: Edoardo Reja؛ زادهٔ ۱۰ اکتبر ۱۹۴۵) بازیکن فوتبال پیشین و سرمربی فوتبال اهل ایتالیا است.
از باشگاه‌هایی که در آن بازی کرده‌است می‌توان به اسپال، پالرمو، آلساندریا و بنونتو اشاره کرد.